# Tsakonština
Tsakonština či cakonština (τσακώνικα tsakónika či α τσακώνικα γρούσσα a tsakónika ɣrússa) je řecký jazyk patřící mezi dórské jazyky, často je považován pouze za nářečí novořečtiny.
Mluví se jím v oblasti Peloponésu. Vychází ze starověkého dórského nářečí, je to jediný řecký jazyk, vycházející přímo se starořečtiny, ne z helénistického koiné (i když některé prvky má i z něj). Tsakonština spolu s krétskou řečtinou jsou jediná dvě řecká nářečí mateřského Řecka. V tsakonštině na rozdíl od moderní řečtiny proběhla rozsáhlá palatalizace. Tsakonština se v oblasti peloponéské Arkádie používá i pro označení státních nápisů.
Tsakonština je kriticky ohroženým jazykem, má již jen několik stovek převážně starých mluvčích. Je vzájemně nesrozumitelná s moderní řečtinou.

## Příklady

### Číslovky
| Tsakonsky | Transliterace | Česky |
| ένα       | éna           | jeden |
| δύου      | dúou          | dva   |
| τσ̌ία      | tšía          | tři   |
| τέσσερα   | téssera       | čtyři |
| πέντε     | pénte         | pět   |
| έξε       | éxe           | šest  |
| εφτά      | ephtá         | sedm  |
| οχτώ      | okhtṓ         | osm   |
| εννία     | ennía         | devět |
| δέκα      | déka          | deset |

## Příklady z lexika
| čeština   | tsakonština | přepis | moderní řečtina | přepis  |
| --------- | ----------- | ------ | --------------- | ------- |
| jazyk     | γρωύσσα     | grusa  | γλώσσα          | glossa  |
| noc       | νιούτα      | niuta  | νιχτα           | nichta  |
| nic       | τσίπτα      | tsipta | τίποτα          | tipota  |
| náš, naše | ναμ         | nam    | μας             | mas     |
| když      | ούτε        | ute    | óταν            | otan    |
| a         | τσαι        | če     | και             | ke      |
| otec      | μπαμπά      | bamba  | πατέρας         | pateras |

## Galerie

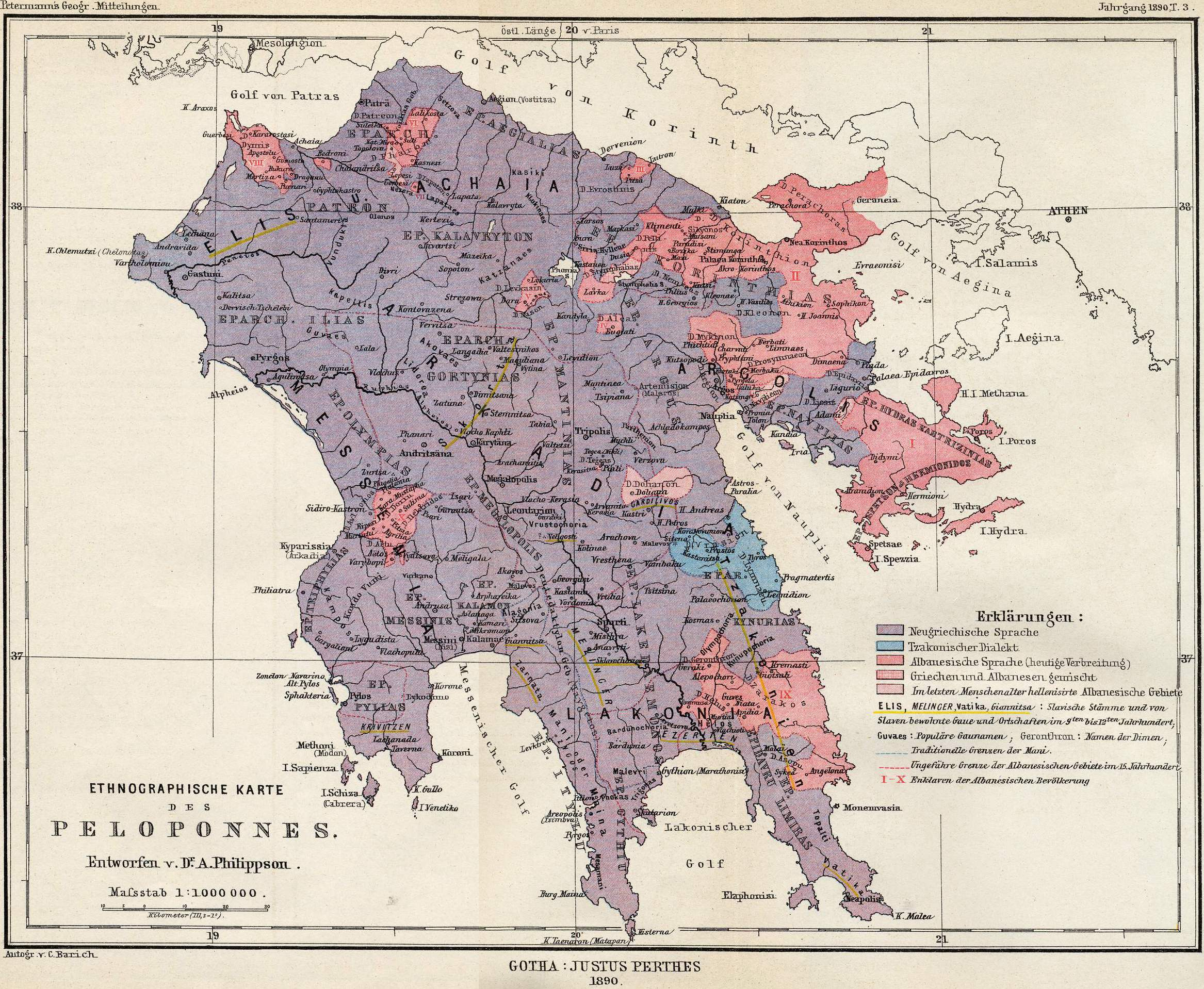
Mapa Peloponésu s tsakonským nářečím modře
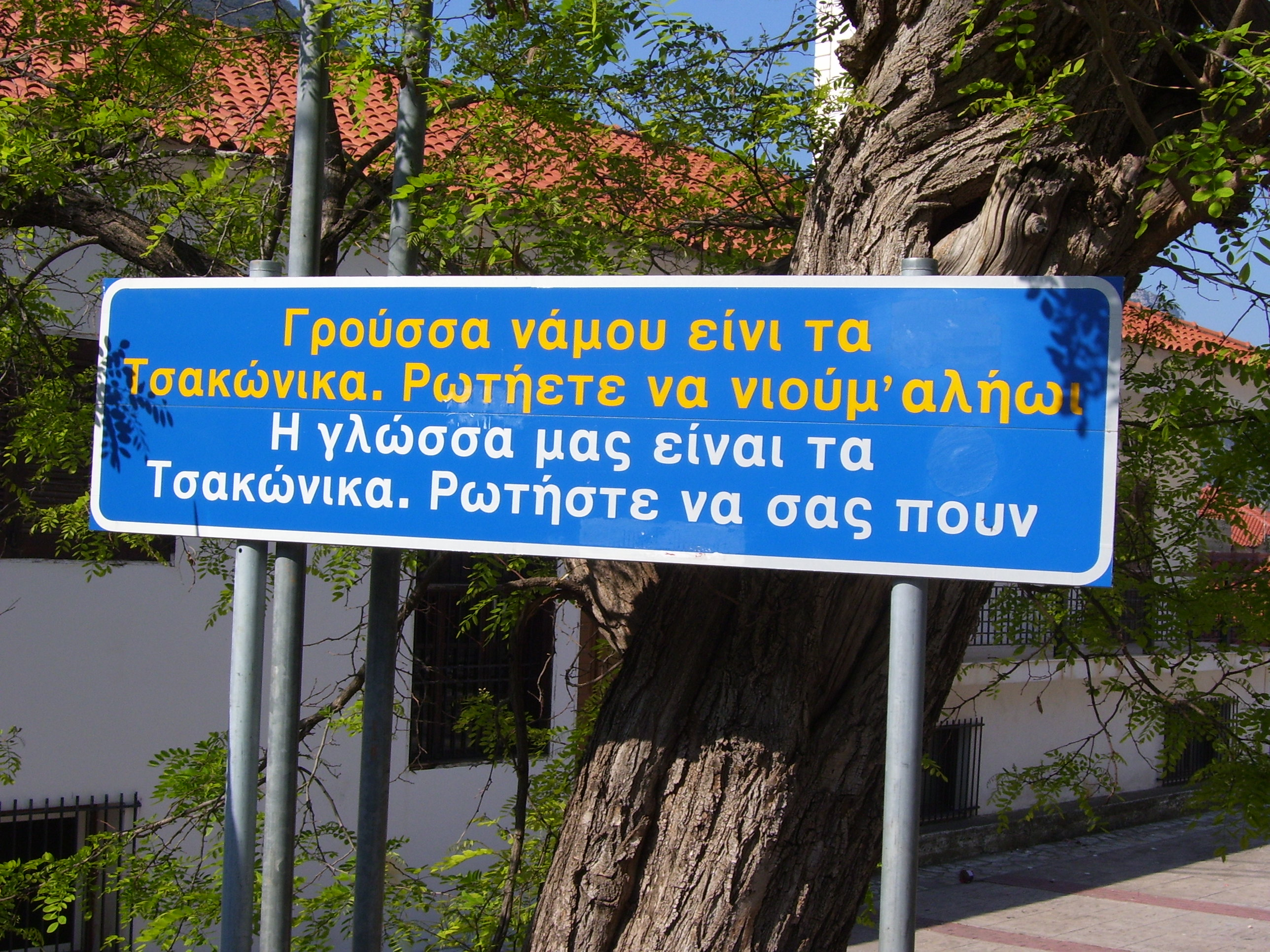
Tabule s nápisem v tsakonštině a moderní řečtině